# Calathea comosa
Calathea comosa là một loài thực vật có hoa trong họ Marantaceae. Loài này được (L.f.) Lindl. mô tả khoa học đầu tiên năm 1829.